# سفر الحوالي
سفر الحوالي (18 أبريل 1950-)، داعية وشيخ سعودي. من أشهر أعلام الصحوة السعودية، وواحد من كتاب الصحوة ومن أخصبهم إنتاجًا. وله نقد واسع لمبادئ العلمانية الصادرة من الغرب، اشتهر الحوالي بعد أن انتقد فتوى هيئة كبار العلماء السعودية التي أجازت الاستعانة بقوات أجنبية في حرب الخليج الثانية.
يتهم الحوالي بعدائه وتكفيره للشيعة والتعددية في المملكة السعودية، ووصف عدد من مذاهب وعقائد أهل السنة والجماعة بالكفر. ويصفه بعض الكتاب بالإرهاب والتشدد والتطرف والتأسيس للفكر الجهادي المعاصر.
يصف البعض ان الحوالي أحد أبرز منظّري التيّار السلفيّ الجهاديّ، حيث أن له كلام حملوه على أنه دعم لتنظيم القاعدة.
اعتقلته السلطات السعودية في 12 يوليو/تموز 2018 سفر مع أبنائه الأربعة، وذلك عقب 3 أيام من تسريب كتابه «المسلمون والحضارة الغربية» الذي كانت فيه فصول ينصح فيها حاكم السعودية وحاكم الإمارات وانتقد سياساتهم. وصفه خصومه بأحد أبرز بؤر الإرهاب، بينما وصفه مؤيدوه بسلطان العلماء.

## صعود الحوالي
برز الحوالي مع حرب الخليج وفاجأ الجميعَ بجرأته وبخطابه السياسي غير التقليدي، إذ رفض الاستعانة بالقوات الأميركية في هذه الحرب بوضوح شديد مخالفًا في الرأي مع السلطة السياسية بقيادة الملك فهد والمؤسسة الدينية بقيادة الشيخ عبد العزيز بن باز، وقدم رؤيةً سياسية وجديدة على الخطاب الإسلامي المحلي تتبع فيها تطور المخططات الغربية والأميركية لاحتلال الخليج العربي منذ حرب أكتوبر عام 1973. ألف كتابًا مهمًا يتضمن مناشدة لعلماء السعودية الكبار آنذاك - ابن باز وابن عثيمين - ويحتوي الكتاب رصدًا للمخططات الأميركية بعنوان «كشف الغمة عن علماء الأمة» والذي عرف فيما بعد «وعد كيسنجر والأهداف الأميركية بالخليج»، بل توقع الحوالي بأن الولايات المتحدة ستقوم حتمًا بعمل يضمن مصالحها ووجودها المباشر في الخليج العربي قبل وقوع الأحداث وقبل غزو الكويت وذلك بمحاضرة لهُ بعنوان «العالم الإسلامي في ظل الوفاق الدولي».

## التعليم والفكر
انتقل سفر الحوالي إلى المدينة المنورة ودرس في كلية الشريعة بالجامعة الإسلامية وحصل على شهادته الجامعّية منها، ثم أوفدته الجامعة إلى جامعة الملك عبد العزيز في مكة المكرمة والتي تحول فرعها بمكة المكرمة إلى جامعة أم القرى لإكمال دراساته العليا في قسم العقيدة والمذاهب المعاصرة، وتعرف خلال دراسته بالأستاذ محمد قطب الذي أعطاه الملك فيصل اللجوء السياسي بالسعودية، وهو المنظر لفكر أخيه سيد قطب في السعودية، فتأثر به خلال دراسته، وكتب رسالة الماجستير حول العَلمانية متتبعًا أصولها وتطورها وفلسفتها وتجلياتها في العالم العربي والإسلامي، وحصل على شهادة الدكتوراه في ظاهرة الإرجاء في الفكر الإسلامي، وأخرج الرسالتين ككتابين، وبالإضافة إلى هذين الكتابين هناك مئات المحاضرات للشيخ تشرح العقيدة الإسلامية وتربطها بالواقع، ولهُ عدة كتب ومساهمات في رصد البعد الديني في السياسة الخارجية الأميركية تجاه العالم الإسلامي، وفي تحليل فكر اليمين الأميركي المتطرف، فقد ألف كتاب «القدس بين الوعد الحق والوعد المفترى» وكتاب «يوم الغضب» وكتاب «الانتفاضة والتتار الجدد» عقب الاحتلال الأمريكي للعراق، كما قدم العديد من الرسائل التوجيهية في بناء الشباب المسلم، وساهم في رعاية النشاطات الإسلامية والاجتماعية في السعودية وتنشئة آلاف الشباب المسلم على المنهج الإسلامي الصحيح المعتدل بعيدًا عن التطرف الفكري والتمييع الديني.
شارك الحوالي مع عشرات من المفكرين والعلماء وطلاب العلم في السعودية في بناء خطاب إسلامي متكامل ومتوازن، وامتازت الحركة الإصلاحية الجديدة بالاعتدال وبطابع التكامل المنهجي والعلمي كما وصفها مؤيدو الفكر الوسطي في السعودية، فقد تولى هو والشيخ سلمان العودة وعوض القرني بناء الإدراكات الفكرية والعقدية للشباب، بينما تولى الشيخ ناصر العمر مسؤولية التوجيه التربوي والأخلاقي للشباب، وتولى الشيخ عائض القرني وعلي القرني وغيرهم مسؤولية البناء الروحي والنفسي من خلال العديد من المحاضرات، وبالفعل شهدت السعودية حركة إسلامية جديدة تحدت المؤسسة التقليدية التي يقودها الشيخ عبد العزيز بن باز وقدمت خطابًا جديدًا مختلفًا تمامًا، لكن سرعان ما اصطدمت هذه الحركة بالسلطة إثر اعتراضها على الاستعانة بالقوات الأجنبية أثناء حرب تحرير الكويت فوضع الحوالي ورفاقه في السجون سنوات عديدة بعد أن شهدت البلاد موجة كبيرة من الاعتقالات طالت المئات من أنصاره.

## اختلافه في الرأي مع الآخرين
يرى البعض أن اختلاف الرأي بين سفر الحوالي والسلطة السياسية هو وبعض من يوافقه فكرًا هي التي أدت بهم إلى السجن والعمل على مصادرة أموال أتباع الحركة في السنوات اللاحقة. كما وصف قرار الحكومة بسجن سفر الحوالي وسلمان العودة بالقرار الخاطئ إذ فتح المجال لأفكار تنظيم القاعدة والتيار الجهادي بأن تتمدد في الساحة وأن تكتسب أرضا خصبة، وقد استفادت القاعدة كثيرا من سمعة الشيخين وهما في السجن في تجنيد وتعبئة الأنصار الذين لم يفرقوا بين خطاب التيار الجهادي العنفي الدموي والتيار السروري اللطيف المعتدل السياسي.

## شخصيته
رغم بلوغ سفر الحوالي عقده السادس إلا إن البعض يصفه بالشخصية المرحة والجريئة، كما استطاع أن يجمع بين العلوم الشرعية والإنسانية فهو يدرس العقيدة الإسلامية ويضعها في سياق فهم قضايا الواقع، وعلى الرغم من الاتهامات التي وجهت إليه فإن الحوالي لم يلجأ إلى مهاجمة خصومه السياسيين والدينيين.

## مرضه
في يوم الجمعة بتاريخ 3 جمادى الأول 1426، الموافق 10 يونيو 2005، أصاب الشيخ سفر الحوالي إغماء نقل على أثرها إلى مستشفى النور التخصصي في مكة المكرمة، وتبين أنه يعاني من نزيف دماغي أجريت على أثره له عملية جراحية تطلبت حالته الصحية بعدها فترة طويلة من النقاهة والعلاج الطبيعي، إلى أن استقر وضعه وتحسنت حالته الصحية.

## مؤلفاته

### كتب
| - المسلمون والحضارة الغربية (كتاب) - العلمانية نشأتها وتطورها وأثرها.(الماجستير) - ظاهرة الإرجاء في الفكر الإسلامي. (الدكتوراة) - القدس بين الوعد الحق.. والوعد المفترى. - كشف الغمة عن علماء الأمة (وعد كيسنجر والأهداف الأمريكية في الخليج). - منهج الأشاعرة في العقيدة.(مؤلف صغير). - يوم الغضب هل بدأ بانتفاضة رجب. (قراءة تفسيرية لنبوءات التوراة عن نهاية دولة إسرائيل) - رسالة من مكة عن أي شيء ندافع؟ (رد على خطاب المثقفين الأمريكيين الستين، والمعنون بـ (رسالة من أمريكا.. على أي شيء نقاتل؟). - الموقف الشرعي من أحداث 11 سبتمبر - الانتفاضة والتتار الجدد. | - مقدمة في تطور الفكر الغربي والحداثة. - أصول الفرق والأديان والمذاهب الفكرية المعاصرة. - منهج الأشاعرة في العقيدة (كتاب كبير جديد غير الكتيب المختصر). - تقديم لكتاب (قدم العالم للكواري). - تحقيق كتاب: «الجواب الصحيح لمن بدل دين المسيح» لشيخ الإسلام ابن تيمية [وفي الكتاب مقدمة نفيسة للمحقق يحسن قراءتها]. وقد كان من أهدافه ترجمة هذا الكتاب إلى اللغات العالمية الحية لمقاومة التنصير في الشرق والغرب ولكن لم يتم ذلك. - فرغت إحدى الدور شرحه وتعليقه الصوتي على شرح ابن أبي العز على الطحاوية والذي كان يلقيه سنة 1405هـ وهو في الثلاثين من ريعان شبابه وهو شرح نفيس وكنز غالي يبهرك بسعة إطلاعه وبراعته في تقريب المعلومة واعتزازه بمذهب السلف وحدة فهمه. |

- أعمال القلوب (عدة محاضرات قد تم تفريغها في كتاب).

### مقالات
| - بيان للأمة وخطاب إلى بوش. - نداء لنصرة المرابطين في فلسطين. - رسالة لأهل اليمن. - نصيحة وذكرى. - حوار مجلة البيان. - أحداث العراق. - رسالة نصح وإصلاح. (موجهة إلى حركة الإصلاح التابعة لسعد الفقيه) - الأقلية حين تتحكم في الأكثرية (رد على مطالب الشيعة في السعودية). | - الإرهاب الأمريكي في العراق. - الموحدون من النصارى. - أسلوبان في دفع العدوان. - بيان من الحملة العالمية لمقاومة العدوان. - أول الغيث قطرة. - ماذا نفعل للحملة. - رسالة إلى إخواننا في العراق. |

### قصائد
- ملحمة الشام.
- «يا قاهر الكفر» قصيدة في المقاومة العراقية.
- إعلان المباديء.
- طلعة المجد.
- وداعا يا أماه.
- الرحيل الأول.
- يا جدار الصمت.
- سجاح.
- قصيدة في الأخوة.

## وصلات خارجية
- موقع سفر الحوالي على شبكة المعلومات
- صفحة الشيخ على موقع طريق الإسلام
- قناته على يوتيوب
- سفر الحوالي ينصح آل سعود